# 张丽玲
张丽玲（1967年9月—）是一位日本华人企业家，电视制作人。

## 生平
原名张壑丹，1967年出生于浙江省丽水市云和县赤石乡，毕业于云和中学，曾在1987年版红楼梦中饰演甄士隐家的丫鬟娇杏，1989年6月赴日本留学，1995年3月毕业于东京学艺大学舞台导演部，同年4月进入大仓商事。1998年2月20日在东京都成立大富 (公司)并担任董事长，辦理中国中央电视台節目在日本落地事務，同时决定加入日本国籍，因为日本政府不允许外国人担任社长。由于是大仓商事和富士电视台共同出资，大富公司名取二者首字拼凑以示纪念，后开通CCTV大富频道。2003年11月担任中华文化促进会海外理事及日本首席代表。2014年担任北京第二外国语学院兼职教授。

## 作品

### 电视剧
- 《良家妇女 (1985年电视剧)》（1985年）
- 《聊斋 (1986年电视剧)》《鲁公女》饰演鲁飞飞（1987年）
- 《红楼梦 (1987年电视剧)》饰演娇杏（1987年）

### 纪录片
- 《我们的留学生活——在日本的日子》（1999年）
- 《来自中国的瑰宝》（2002年）
- 《含泪活着》（2006年）